# 江川町 (名古屋市)
江川町（えがわちょう）は、愛知県名古屋市西区の地名。

## 歴史

### 町名の由来
町域の西側を南北に流れていた江川に由来する。

### 沿革
- 承応2年 - 御鷹匠町の一部であった地域であるが、この年に独立[2]。
- 1871年（明治4年） - 新馬場・樽屋町・蛯屋町の一部をそれぞれ編入する[2]。
- 1878年（明治11年）12月20日 - 名古屋区江川町となる[3]。
- 1889年（明治22年）10月1日 - 名古屋市成立により、同市江川町となる[3]。
- 1908年（明治41年）4月1日 - 西区編入により、同区江川町となる[3]。
- 1980年（昭和55年）10月12日 - 一部が西区花の木一丁目に編入される[3]。
- 1981年（昭和56年）8月23日 - 西区浅間一丁目・浅間二丁目・城西一丁目・城西二丁目・花の木一丁目にそれぞれ編入される[3]。以降、堀川部分に一部が残る[3]。